# GOLDEN☆BEST 太田裕美 どんじゃらほい〜童謡コレクション
『GOLDEN☆BEST 太田裕美 どんじゃらほい〜童謡コレクション』（ゴールデン☆ベスト おおたひろみ どんじゃらほい どうようコレクション）は、太田裕美のコンピレーション・アルバム。2004年8月4日にソニー・ミュージックダイレクトから発売された。規格品番：MHCL-395/6。

## 概要
太田裕美による童謡カバーCDのコンピレーション。1992年1月13日に、Epic/Sony Recordsから発売された『どんじゃらほい』（ESCB-1285/6）に、収録曲全46曲のカラオケを新たに追加。太田のデビュー30周年記念盤としてCD2枚組で再発売された。

## 収録曲

### Disc 1
CDの色は、青。
規格品番は、MHCL-395。
1. 汽車ポッポ
  - 作詞：富原薫 / 作曲：草川信 / 編曲：Ma*To
2. かわいいかくれんぼ
  - 作詞：サトウハチロー / 作曲：中田喜直 / 編曲：Ma*To
3. いぬのおまわりさん
  - 作詞：佐藤義美 / 作曲：大中恩 / 編曲：近藤達郎
4. チューリップ
  - 作詞：近藤宮子、井上武士 / 作曲：井上武士 / 編曲：近藤達郎
5. 不思議なポケット
  - 作詞：まど・みちお / 作曲：渡辺茂 / 編曲：Ma*To
6. おうま
  - 作詞：林柳波 / 作曲：松島つね / 編曲：Ma*To
7. ぞうさん
  - 　作詞：まど・みちお / 作曲：團伊玖磨 / 編曲：Ma*To
8. 七つの子
  - 作詞：野口雨情 / 作曲：本居長世 / 編曲：Ma*To
9. 証城寺の狸囃子
  - 作詞：野口雨情 / 作曲：中山晋平 / 編曲：Ma*To
10. 赤とんぼ
  - 作詞：三木露風 / 作曲：山田耕筰 / 編曲：Ma*To
11. つき
  - 文部省唱歌 / 編曲：近藤達郎
12. 大きな栗の木の下で
  - 訳詞：阪田寛夫 / イギリス民謡 / 編曲：Ma*To
13. 森の小人
  - 作詞：山川清、玉木登美夫 / 作曲：山本雅之 / 編曲：Ma*To
14. おはなしゆびさん
  - 作詞：香山美子 / 作曲：湯山昭 / 編曲：Ma*To
15. たわらはごろごろ
  - 作詞：野口雨情 / 作曲：本居長世 / 編曲：Ma*To
16. おつかいありさん
  - 作詞：関根栄一 / 作曲：團伊玖磨 / 編曲：Ma*To
17. 村まつり
  - 文部省唱歌 / 編曲：Ma*To
18. 靴が鳴る
  - 作詞：清水かつら / 作曲：弘田龍太郎 / 編曲：Ma*To
19. どんぐりころころ
  - 作詞：青木存義 / 作曲：梁田貞 / 編曲：Ma*To
20. ブランコ
  - 作詞：都築益也 / 作曲：芥川也寸志 / 編曲：近藤達郎
21. まつぼっくり
  - 作詞：広田孝夫 / 作曲：小林つやえ / 編曲：Ma*To
22. 夕日
  - 作詞：葛原しげる / 作曲：室崎琴月 / 作曲：Ma*To
23. おすもうくまちゃん
  - 作詞：佐藤義美 / 作曲：磯部俶 / 編曲：近藤達郎
24. おもちゃのチャチャチャ
  - 作詞：野坂昭如 / 補作詞：吉岡治 / 作曲：越部信義 / 編曲：Ma*To
25. とんぼのメガネ
  - 作詞：額賀誠志 / 作曲：平井康三郎 / 編曲：近藤達郎
26. 雨降りお月さん
  - 作詞：野口雨情 / 作曲：中山晋平 / 編曲：近藤達郎
27. うみ
  - 作詞：林柳波 / 作曲：井上武士 / 編曲：近藤達郎
28. りんごのひとりごと
  - 作詞：武内俊子 / 作曲：河村光陽 / 編曲：近藤達郎
29. 雪
  - 文部省唱歌 / 編曲：近藤達郎
30. あの子はたあれ
  - 作詞：細川雄太郎 / 作曲：海沼実 / 編曲：近藤達郎
31. お正月
  - 作詞：東くめ / 作曲：滝廉太郎 / 編曲：近藤達郎
32. 夕やけこやけ
  - 作詞：中村雨紅 / 作曲：草川信 / 編曲：近藤達郎
33. こいのぼり
  - 作詞：近藤宮子 / 作曲：不詳 / 編曲：近藤達郎
34. しゃぼん玉
  - 作詞：野口雨情 / 作曲：中山晋平 / 編曲：近藤達郎
35. あめふり
  - 作詞：北原白秋 / 作曲：中山晋平 / 編曲：Ma*To
36. ちょうちょ
  - 訳詞：野村秋足 / スペイン民謡 / 編曲：近藤達郎
37. サッちゃん
  - 作詞：阪田寛夫 / 作曲：大中恩 / 編曲：Ma*To
38. うさぎ
  - 文部省唱歌 / 編曲：Ma*To
39. おなかのへるうた
  - 作詞：阪田寛夫 / 作曲：大中恩 / 編曲：近藤達郎
40. うれしいひなまつり
  - 作詞：サトウハチロー / 作曲：河村光陽 / 編曲：近藤達郎
41. むすんでひらいて
  - 作詞：不詳 / 作曲：ルソー / 編曲：Ma*To
42. たなばたさま
  - 作詞：権藤はなよ / 補作詞：林柳波 / 作曲：下總唍一 / 編曲：近藤達郎
43. 手をたたきましょう
  - 作詞：小林純一 / 作曲：中田喜直 / 編曲：近藤達郎
44. 春よ来い
  - 作詞：相馬御風 / 作曲：弘田龍太郎 / 編曲：近藤達郎
45. グッドバイ
  - 作詞：佐藤義美 / 作曲：河村光陽 / 編曲：Ma*To
46. ゆりかごのうた
  - 作詞：北原白秋 / 作曲：草川信 / 編曲：近藤達郎

### Disc 2
CDの色は、赤。
収録内容は、Disc1の収録曲のオリジナル・カラオケを収録順に収めたもの。
規格品番は、MHCL-396。